# Søborg
 For alternative betydninger, se Søborg (flertydig). (Se også artikler, som begynder med Søborg)
Søborg er en bydel i Storkøbenhavn beliggende i den sydlige del af Gladsaxe kommune. Kommunen har 70.600 indbyggere  (2024). Bydelen består overvejende af villakvarterer og grænser op til Utterslev Mose i syd og vest, til Vangede i Gentofte Kommune og Emdrup i øst. Mod nord ligger tre andre bydele i Gladsaxe Kommune, det centrale Gladsaxe, Buddinge og Mørkhøj.

## Historie
Søborgs historie er ikke meget mere end hundrede år gammel. Ved den nuværende grænse til Københavns Kommune, der hvor Gladsaxevej og Søborg Hovedgade starter, blev der i 1721 anlagt en kro som fik navnet Søborghus Kro. Den betjente de rejsende, der benyttede den af Christian 4. anlagte Frederiksborgvej, der fortsatte op til Frederiksborg Slot i Hillerød.
Vejen er stadig i dag hovedfærdselsåre mellem Gladsaxe og det indre København, men har nu skiftet navn til hhv. Søborg, Buddinge og Bagsværd Hovedgade. I Københavns Kommune har den dog bevaret sit navn.
Søborg lå på grænsen til Gentofte Kommune (mod øst) og Københavns Kommune (mod syd) og blev inddraget i byudviklingen fra omkring århundredeskiftet. I starten af det 20. århundrede begyndte udviklingen at tage fart. I 1901 blev den første gård i området udstykket til villabebyggelse. Kort derefter åbnede i 1905 den første købmand på Søborg Hovedgade.
I løbet af de næste år blev stadigt flere gårde i området udstykket til villakvarterer, flere af gadenavnene og bygningerne i Søborg minder stadig om gårdene i området: Maglegården, Lundegården, Hyldegården. Søborghus Kro har fået Søborghus Allé opkaldt efter sig.
Søborggaard Villaby havde 877 indbyggere i 1906, 1.579 indbyggere i 1911 og 2.855 indbyggere i 1916. Villabyen blev allerede da regnet som forstad til Hovedstaden.

### Mellemkrigstiden
I 1921 blev i kirkelig henseende udskilt Søborggaard Sogn med 5.829 indbyggere i 1925 fra Gladsaxe Sogn.
Søborggaard Villaby fortsatte sin udvikling i mellemkrigstiden: i 1921 havde den 4.085 indbyggere, i 1925 5.829, i 1930 7.745 og i 1935 8.991 indbyggere. Fra 1935 blev hele Gladsaxe kommune regnet som forstadskommune til Hovedstaden.
De fleste tilflyttere kom inde fra det tætbebyggede Nørrebro, de var typisk håndværkere eller arbejdere.
Da sporvognsforbindelsen mellem København og Søborg Torv blev oprettet i 1924, tog udviklingen for alvor fart.

### Efter 2. verdenskrig
Da Erhard Jakobsen blev borgmester i kommunen, blev den sidste rest ubebygget gårdjord i Søborg nu også bebygget. Dette førte til oprettelsen af det store boligkompleks Høje Gladsaxe, hvor en stor del af Søborgs indbyggere bor.

## Søborg i dag
I dag er Søborg et primært øvre middelklasse-villakvarter, med en høj koncentration af beboere med høj indkomst. Søborg ligger otte kilometer fra Rådhuspladsen, og samtidig er der adgang til natur og rekreation. Området er præget af mange børnefamilier.